# Faucons FC
Faucons Football Club Libreville w skrócie Faucons FC – gaboński klub piłkarski, grający niegdyś w pierwszej lidze gabońskiej, mający siedzibę  w mieście Libreville. Wcześniej nosił nazwę Sogéa FC.

## Sukcesy
- Puchar Gabonu[1]:
  - finał (3): 2005, 2007, 2009.

## Występy w afrykańskich pucharach
| Sezon | Rozgrywki           | Runda   | Kraj                          | Klub          | Dom | Wyjazd | Dwumecz |
| ----- | ------------------- | ------- | ----------------------------- | ------------- | --- | ------ | ------- |
| 2006  | Puchar Konfederacji | wstępna | Demokratyczna Republika Konga | AS Kabasha    | 2–0 | 0–0    | 2–0     |
| 2006  | Puchar Konfederacji | 1       | Angola                        | GD Interclube | 1–0 | 0–2    | 1–2     |

## Stadion
Domowe mecze klub rozgrywa na stadionie o nazwie Stade Augustin Monédan de Sibang w Libreville. Stadion może pomieścić 7000 widzów.